# Station Krynica Morska
Station Krynica Morska is een spoorwegstation in de Poolse plaats Krynica Morska.